# Molybdène
Pour les articles homonymes, voir Mo.
Le molybdène est l'élément chimique de numéro atomique 42, de symbole Mo.

## Histoire
Le molybdène (du grec ancien μόλυβδος / molubdos signifiant plomb) n'existe pas à l'état natif. Ses composés naturels ont été confondus jusqu'au XVIIIe siècle avec des composés d'autres éléments tels que le carbone ou le plomb.
En 1778, Carl Wilhelm Scheele réussit à séparer le molybdène du graphite et du plomb, et isole l'oxyde de molybdène de la molybdénite.
En 1782, Peter Jacob Hjelm obtient un métal impur en réduisant l'oxyde de molybdène par le carbone.
Jusqu'à la fin du XIXe siècle, le molybdène ne fut que très peu utilisé en dehors des laboratoires. Quand l'aciériste français Schneider remarqua les propriétés des alliages d'acier au molybdène, il les utilisa dans la réalisation de blindages.
Pendant la Première Guerre mondiale, les Alliés ont entendu que la pièce d'artillerie allemande appelée la « Grosse Bertha » contenait du molybdène comme composant essentiel de son acier. Le renseignement était faux, mais l'étude de l'influence de ce métal sur les propriétés de l'acier était lancée.

## Propriétés

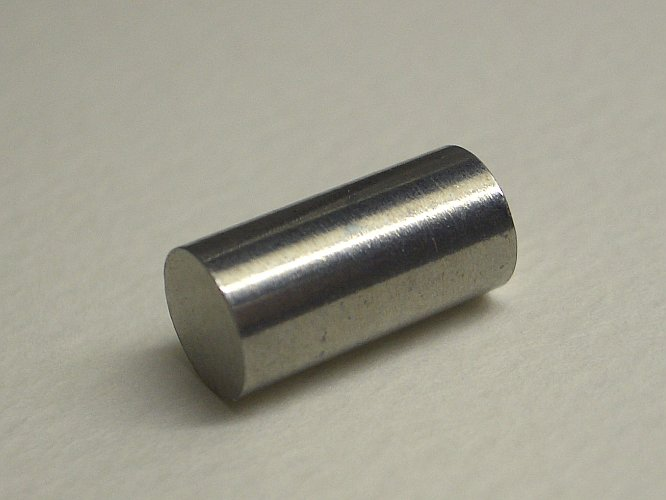
Cylindre de molybdène.

Le molybdène est un métal de transition. Le métal pur est d'aspect blanc métallique et il est très dur.
Il a été souvent confondu avec du minerai de graphite et de galène. Il a un haut module d'élasticité et seuls le tungstène et le tantale, des métaux plus aisément disponibles, ont des points de fusion plus élevés.
C'est un agent d'alliage valable, car il contribue à la trempabilité et à la dureté des aciers éteints et gâchés. Il améliore également la résistance de l'acier aux températures élevées. Du molybdène est employé en alliages, électrodes et catalyseurs.

## Isotopes
Le molybdène possède 33 isotopes connus, de nombre de masse variant entre 83 et 115, et huit isomères nucléaires. Parmi ces isotopes, six stables, 92Mo, 94Mo, 95Mo, 96Mo, 97Mo et 98Mo, constituent avec un radionucléide primordial (demi-vie de 1 × 1019 années), 100Mo, l'intégralité du molybdène naturellement présent, le plus abondant étant 98Mo (24,14 %).
Tous les isotopes stables sont cependant théoriquement capables de fission spontanée, bien que cette dernière n'ait été observée dans aucun des cas. De même, 92Mo et 98Mo sont soupçonnés d'être faiblement radioactifs, se désintégrant par double émission bêta β, respectivement en 92Zr et 98Ru avec des demi-vies supérieures à 1,9 × 1020 années et 1 × 1014 années[Information douteuse], mais encore une fois, de telles désintégrations n'ont encore jamais été observées. On attribue au molybdène une masse atomique standard de 95,95(1) u.

## Composés
Le molybdène forme des composés chimiques dans les états d’oxydation −4 et de −2 à +6. Les états d’oxydation supérieurs sont plus pertinents pour sa présence terrestre et ses rôles biologiques, les états d’oxydation de niveau intermédiaire sont souvent associés aux nanoclusters, et les états d’oxydation très faibles sont généralement associés aux composés organomolybdènes. La chimie du molybdène et du tungstène présente de fortes similitudes. La rareté relative du molybdène(III), par exemple, contraste avec l’omniprésence des composés du chrome(III). L’état d’oxydation le plus élevé est observé dans l’oxyde de molybdène(VI) (MoO3), tandis que le composé soufré normal est le disulfure de molybdène MoS2.
| Nombre d'oxydation | Exemple,       |
| ------------------ | -------------- |
| −4                 | Na4[Mo(CO)4]   |
| −2                 | [Mo(CO)5]2-    |
| −1                 | Na2[Mo2(CO)10] |
| 0                  | Mo(CO)6        |
| +1                 | C5H5Mo(CO)3    |
| +2                 | MoCl2          |
| +3                 | MoBr3          |
| +4                 | MoS2           |
| +5                 | MoCl5          |
| +6                 | MoF6           |

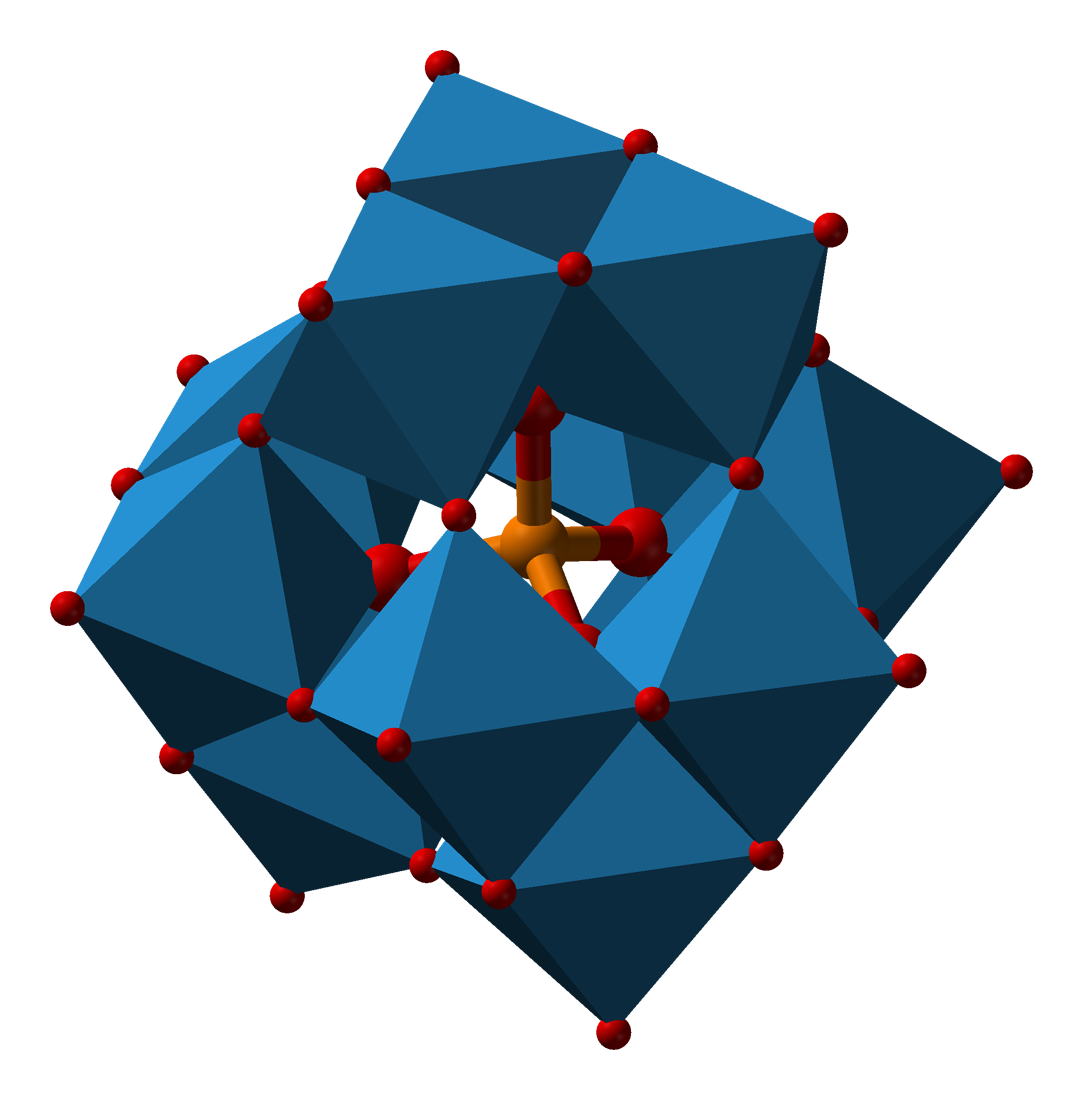
Structure de Keggin de l'anion phosphomolybdate (P[Mo_{12}O_{40}]3−), un exemple de polyoxométallate.

Du point de vue commercial, les composés les plus importants sont le disulfure de molybdène (MoS2) et le trioxyde de molybdène (MoO3). Le disulfure noir est le principal minéral. Il est grillé à l’air pour donner le trioxyde :
2 MoS2 + 7 O2 → 2 MoO3 + 4 SO2
Le trioxyde, qui est volatil à haute température, est le précurseur de pratiquement tous les autres composés de Mo ainsi que des alliages. Le molybdène a plusieurs états d’oxydation, les plus stables étant +4 et +6 (en gras dans le tableau de gauche).
L’oxyde de molybdène(VI) est soluble dans les solutions alcalines fortes, formant des molybdates (MoO42−). Les molybdates sont des oxydants plus faibles que les chromates. Ils ont tendance à former des oxyanions structurellement complexes par condensation à des valeurs de pH plus basses, telles que [Mo7O24]6− et [Mo8O26]4−. Les polymolybdates peuvent incorporer d’autres ions, formant des polyoxométallates. L’hétéropolymolybdate P[Mo12O40]3− contenant du phosphore bleu foncé est utilisé pour la détection spectroscopique du phosphore.
La large gamme d’états d’oxydation du molybdène se reflète dans divers chlorures de molybdène :
- Chlorure de molybdène(II) MoCl2, qui existe sous la forme de l’hexamère Mo6Cl12 et du dianion apparenté [Mo6Cl14]2-.
- Chlorure de molybdène(III) MoCl3, un solide rouge foncé, qui se transforme en anion complexe trianionique [MoCl6]3-.
- Chlorure de molybdène(IV) MoCl4, un solide noir, qui adopte une structure polymère.
- Chlorure de molybdène(V) MoCl5, un solide vert foncé, qui adopte une structure dimérique.
- Chlorure de molybdène(VI) MoCl6, un solide noir, qui est monomère et se décompose lentement en MoCl5 et Cl2 à température ambiante[14].

L’accessibilité de ces états d’oxydation dépend assez fortement du contre-ion halogénure : bien que le fluorure de molybdène(VI) soit stable, le molybdène ne forme pas d’hexachlorure, de pentabromure ou de tétraiodure stables.
Comme le chrome et certains autres métaux de transition, le molybdène forme des liaisons quadruples, comme dans Mo2(CH3COO)4 et [Mo2Cl8]4−,. Les propriétés acides de Lewis des dimères de butyrate et de perfluorobutyrate, Mo2(O2CR)4 et Rh2(O2CR)4, ont été rapportées.
L’état d’oxydation 0 et inférieur est possible avec le monoxyde de carbone comme ligand, comme dans l'hexacarbonyle de molybdène, Mo(CO)6,.

## Utilisation
- L'addition d'une faible quantité de molybdène durcit l'acier. Plus des deux tiers de la production de molybdène sont utilisés dans les alliages. L'utilisation du molybdène grimpa en flèche pendant la Première Guerre mondiale, lorsque la demande pour le tungstène rendit celui-ci rare et que les alliages haute résistance étaient très demandés.

Le molybdène est utilisé de nos jours dans les alliages haute résistance et les aciers haute température. Des alliages spéciaux contenant du molybdène, comme l'Hastelloy, sont résistants et ne se corrodent pas à température élevée. Il entre aussi dans la composition de l'acier inoxydable austénitique utilisé dans le milieu marin, pour sa forte résistance à la corrosion chimique.
- Le molybdène est utilisé dans certaines parties d'avions et de missiles, et également comme filament.
- L'addition d'une faible quantité de molybdène (1 %) durcit l'uranium métal. Il a notamment été utilisé pour fabriquer le combustible des premiers réacteurs nucléaires graphite gaz d'EDF dans les années 1960[18].
- On utilise le molybdène comme catalyseur, particulièrement dans l'industrie pétrolière, pour éliminer les composés organiques soufrés du pétrole[19]. Les catalyseurs d'oxyde mixte à base de molybdène sont utilisés pour des réactions d'oxydation sélective. Les applications typiques sont l'oxydation du propane, du propylène ou de l'acroléine à l'acide acrylique[20],[21],[22],[23].
- Le 99Mo est un radioisotope utilisé dans l'industrie, en tant que précurseur du 99mTc (médecine nucléaire).
- Le molybdène est utilisé en alliage comme support du silicium pour la réalisation de semi-conducteurs de puissance, grâce aux coefficients de dilatation très voisins de ces deux matériaux. Il est également utilisé pour les revêtements[24], les miroirs spéciaux[25],[26] et les cellules solaires[27].
- Les oranges de molybdène sont des pigments de la gamme de l'orange moyen au rouge-orangé vif, utilisés dans les peintures, les encres, les plastiques et les caoutchoucs.
- Le disulfure de molybdène est un bon lubrifiant[28], particulièrement à haute température.
- Le molybdène est couramment utilisé en laboratoire comme cible dans les tubes à rayons X pour la diffraction sur monocristal. La raie K{\displaystyle \alpha } du molybdène a pour longueur d'onde moyenne 0,070 926 nm. Les anodes des tubes à rayons X utilisés en mammographie sont le plus souvent faites de molybdène, son spectre de raies étant idéal pour visualiser le contraste des parties molles.
- On utilise le molybdène en faible quantité dans le fart de skis et de snowboards.
- Le molybdène, souvent appelé « moly », est utilisé dans l'industrie comme élément chauffant pour les fours sous vide ou ambiance gazeuse à haute température. Il est conseillé de l'utiliser pour les pièces composées de titane ou d'alliage de titane, en lieu et place des éléments chauffants en graphite qui polluent la pièce par dépôt de graphite lors de l'opération de traitement thermique. Le molybdène est cependant fragile en industrie du fait des changements rapides de température et de pression qui engendrent des grossissements de grains et rendent la pièce cassante. De plus, il semblerait qu'en pratique, 25 % d’énergie supplémentaire soit nécessaire afin d'obtenir la même température au sein du four en cas d'utilisation de molybdène. Celui-ci est également plus coûteux à l'achat et en pièce de remplacement. L'élément chauffant graphite ne peut être utilisé en cas de température trop élevée combinée à une pression trop basse afin d'éviter de dépasser la tension de vaporisation, au risque de retrouver tout le graphite aggloméré dans la zone froide du four.

Le molybdène est un élément important pour l'alimentation des plantes et on le trouve dans certaines enzymes comme la xanthine oxydase, la nitrate réductase ou la nitrogénase.
On le trouve également dans les alliages dentaires (pour la réalisation de couronnes, bridges, ou châssis métalliques) à base de nickel-chrome et cobalt-chrome.
Dans les années 1980, le molybdène était considéré comme l'une des huit matières premières stratégiques indispensables en temps de guerre comme en temps de paix. Avec le germanium (électronique avancée), le titane (sous-marins de chasse, alliage extrêmement résistant), le magnésium (explosifs), le platine (contacts aussi conducteurs que l'or pour l'aviation, circuits avec contacts rapides), le mercure (chimie nucléaire, instruments de mesure), le cobalt (chimie nucléaire) et le niobium (alliages spéciaux extrêmement rares).

## Métabolisme humain
Le molybdène est un oligo-élément alimentaire essentiel.

## Gisements
Bien que l'on trouve du molybdène dans des minéraux tels que la wulfénite (PbMoO4) ou la powellite (CaMoO4), la principale source commerciale de molybdène est la molybdénite (MoS2).
Le molybdène est miné directement et est aussi un sous-produit de l'exploitation minière du cuivre ; la concentration de molybdène dans ce minerai est comprise entre 0,01 et 0,5 %.
Près de la moitié de la production minière de molybdène provient des États-Unis.
Durant la Seconde Guerre mondiale, le molybdène était importé du Portugal par les Allemands.
Le molybdène se retrouve dans de nombreux composés, y compris d'origine extra-terrestre, comme l'hexamolybdène retrouvé en occurrences uniques sur les météorites d'Allende et d'Erfoud (NWA 1934 CV3), (puis synthétisé en laboratoire).

## Commerce
En 2014, la France est nette importatrice de molybdène, d'après les douanes françaises. Le prix moyen à la tonne à l'import était de 9 600 €. En février 2018, le cours moyen était de 16 000 $ la tonne.